# Alaksandr Maryskin
Alaksandr Uładzimirawicz Maryskin (biał. Аляксандр Уладзіміравіч Марыскін, ros. Александр Владимирович Марыскин, Aleksandr Władimirowicz Maryskin; ur. 7 stycznia 1954 w Baranowiczach – Białoruski prawnik, od 1997 roku sędzia Sądu Konstytucyjnego Republiki Białorusi i zastępca prezesa tej instytucji; kandydat nauk prawnych (odpowiednik polskiego stopnia doktora).

## Życiorys
Urodził się 7 stycznia 1954 w mieście Baranowicze, w obwodzie baranowickim Białoruskiej SRR, ZSRR. Posiada wykształcenie wyższe i stopień kandydata nauk prawnych (odpowiednik polskiego stopnia doktora). Temat jego dysertacji kandydackiej brzmiał: Przeprowadzenie reformy sądowniczej w 1864 roku na terytorium Białorusi. W latach 1991–1994 pracował jako starszy referent, kierownik sekcji w Sekretariacie Rady Najwyższej Republiki Białorusi XII kadencji. W latach 1994–1997 był kierownikiem Wydziału Państwowo-Prawnego Administracji Prezydenta Republiki Białorusi. Od 1997 roku pełnił funkcję sędziego Sądu Konstytucyjnego Republiki Białorusi i zastępcy prezesa Sądu Konstytucyjnego Republiki Białorusi.

## Prace
Alaksandr Maryskin jest autorem i współautorem aktów normatywnych (ustaw, postanowień Rady Najwyższej Republiki Białorusi, dekretów prezydenta Republiki Białorusi) dotyczących ustroju konstytucyjnego, ponad 60 prac naukowych i metodycznych.

## Odznaczenia
- Zasłużony Prawnik Republiki Białorusi[1].

## Życie prywatne
Alaksandr Maryskin jest żonaty, ma dwoje dzieci. Jest prawosławny.